# Pame du Nord
Le pame du Nord est une langue pame parlée dans cinq localités du Sud-Est de l'État de San Luis Potosí, au Mexique.

## Localisation géographique
Le pame du Nord est parlé dans les localités de La Palma, Tierras Coloradas, San Felipe Gamotes, Alaquines et Hoya de Durazno. Le recensement de 1970 identifiait environ 1 000 locuteurs.

## Classification
Le pame du Nord est une langue amérindienne qui appartient au groupe pame de la famille des langues oto-mangues. Les langues pames sont, à l'intérieur de l'oto-mangue, rattachées à la branche des langues oto-pames.

## Écriture
| a | ã | b | ch | e | ẽ | ɛ | ɛ̃ | g | ꞌ | i | ĩ | j | k |
| l | m | n | ñ  | ɨ | ɨ̃ | p | r | s | t | u | ũ | x | y |

## Prononciation
|          | Antérieures | Antérieures | Centrales | Centrales | Postérieures | Postérieures |
|          | Orales      | Nasales     | Orales    | Nasales   | Orales       | Nasales      |
| -------- | ----------- | ----------- | --------- | --------- | ------------ | ------------ |
| Fermées  | i           | ĩ           |           |           | u            | ũ            |
| Moyennes | e           | ẽ           | ə         | ə̃         |              |              |
| Ouvertes | æ           | æ̃           |           |           | ɑ            | ɑ̃            |

|                      | Labiales | Labiales | Alvéolaires | Alvéolaires | Alvéolo- palatales | Alvéolo- palatales | Vélaires | Vélaires | Glottales | Glottales |
| -------------------- | -------- | -------- | ----------- | ----------- | ------------------ | ------------------ | -------- | -------- | --------- | --------- |
| Occlusives           | p        | b        | t           | d           |                    |                    | k        | ɡ        | ʔ         |           |
| Occlusives aspirées  | pʰ       |          | tʰ          |             |                    |                    | kʰ       |          |           |           |
| Occlusives éjectives |          |          | tʼ          |             |                    |                    | kʼ       |          |           |           |
| Affriquées           |          |          | t͡s          |             | t͡ʃ                 |                    |          |          |           |           |
| Affriquées aspirées  |          |          | t͡sʰ         |             | t͡ʃʰ                |                    |          |          |           |           |
| Affriquées éjectives |          |          | t͡sʼ         |             | t͡ʃʼ                |                    |          |          |           |           |
| Fricatives           |          |          | s           |             | ʃ                  |                    |          |          | h         |           |
| Nasales              |          | m        |             | n           |                    | ɲ                  |          |          |           |           |
| Nasales aspirées     |          | mʰ       |             | nʰ          |                    | ɲʰ                 |          |          |           |           |
| Nasales éjectives    |          | mʼ       |             | nʼ          |                    | ɲʼ                 |          |          |           |           |
| Battues              |          |          |             | ɾ           |                    | ɾʲ                 |          |          |           |           |
| Lateral              |          |          |             | l           |                    | ʎ                  |          |          |           |           |
| Laterales aspirées   |          |          |             | lʰ          |                    | ʎʰ                 |          |          |           |           |
| Laterales éjectives  |          |          |             | lʼ          |                    | ʎʼ                 |          |          |           |           |
| Spirant              |          | w        |             |             |                    | j                  |          |          |           |           |